# Anna Heller (Opfer der Hexenverfolgung)
Anna Heller (auch Hellerin; * im Dezember 1630; † 4. September 1691 in St. Gallen) war ein Opfer des dritten und letzten St. Galler Hexenprozesses. Die Anschuldigungen hatten sich über 18 Jahre hingezogen.

## Lebensumstände
Anna Heller stammte aus Rheineck und wuchs auf dem Land auf. In jungen Jahren wurde sie mit einem alten, kriegsgeschädigten Mann «verkuppelt», der bald nach der Hochzeit starb. Ihre zweite Ehe ging sie mit einem Stadtbürger ein. Ihr Mann liess sie mit sieben Kindern allein, und Anna Heller musste ihre Familie selbst ernähren. Eine Unterstützung sowie eine Anstellung als Hebamme wurden ihr verwehrt. Sie galt als Sozialfall und wurde wegen häufiger Bitten um Unterstützung als «Querulantin» bezeichnet.

## Kontext
Im Gebiet des heutigen Kantons St. Gallen war die Hexenverfolgung verglichen mit der Westschweiz «relativ moderat». In der Stadt Wil, die zur Fürstabtei St. Gallen gehörte, wurde 1495 Anna Silber als angebliche Hexe verbrannt. In der Reichsstadt St. Gallen kam es sehr spät zu den ersten Hinrichtungen, da der Rat den Verfolgungen «skeptisch gegenüberstand» und das juristisch-theologische Hexenbild erst nach Zögern akzeptierte. Im 17. Jahrhundert wurden dort dreizehn Personen als «Hexen» und «Zauberer» zum Tode verurteilt. Die 1615 mit dem Schwert hingerichtete und anschliessend verbrannte Dorothea Lampart gilt als «erste St. Galler Hexe». Im Jahr 1694 scheiterte der Prozess gegen die «Böhmerin» Barbara Müller, die freigesprochen werden musste. Wegen Zauberei und Diebstahls wurde 1725 noch der Tuchscherer Valentin Pösch in St. Gallen geköpft.

## Anklagen, Hinrichtung und Gedenken
Nachdem Anna Heller 1661/1662 unter Giftmordverdacht gekommen war, wurde sie 1673 erstmals als Hexe beschuldigt. Weitere Bezichtigungen erfolgten 1677, 1680, 1683 und 1686. Fünf Jahre später musste sich Heller in ihrem fünften Prozess verteidigen. Sie wurde gefoltert und gestand unter anderem, dass sie ihren ersten Ehemann vergiftet habe. Er sei ein alter, grober und ungeschickter Mann gewesen, dem sie nach zweimonatiger Ehe arsenhaltiges Mausegift in Salz und Apfelmus gemischt habe. Unter der Folter bezichtigten sich Heller und die ebenfalls angeklagte Elisabeth Schindolf wechselseitig der Hexerei. Letztere beschuldigte auch Katharina Stüdlin, die 1658 zum Tode verurteilt wurde. Heller zeigte ihre eigene Tochter Weibrath Vonwiller an.
Elisabeth Schindolf wurde mit dem Schwert hingerichtet und anschliessend zu Asche verbrannt. Da Weibrath Vonwiller nicht gestand und an ihrem Körper kein Hexenmal zu finden war, wurde sie freigesprochen, aber mit ihrem unehelichen Kind aus der Stadt verwiesen. Als Giftmischerin schlug man Anna Heller die rechte Hand ab. Sie wurde mit einem Karren zum Richtplatz gebracht, auf eine Leiter gebunden und mit dem Gesicht voran (mit aufrechtem Angesicht) auf den Scheiterhaufen geworfen.
Am 18. Mai 1999 benannte der Rat der Stadt St. Gallen eine Strasse zum Gedenken an Anna Heller als «Hellerstrasse».

## Belege
1. 1 2 3 4  ostschweizerinnen.ch: Anna Heller, die letzte Hexe von St. Gallen.  Abgerufen am 4. Dezember 2024.
2. 1 2 3 4  Magdalen Bless-Grabher: Recht, Rechtsbruch und Strafen im Ancien Régime. Hexenwahn. In: Silvio Bucher (Hrsg.): Sankt-Galler Geschichte 2003. Band 3. St. Gallen 2003, ISBN 978-3-908048-43-5. S. 277–280.

| Personendaten    | Personendaten             |
| ---------------- | ------------------------- |
| NAME             | Heller, Anna              |
| ALTERNATIVNAMEN  | Hellerin, Anna; Hellerin  |
| KURZBESCHREIBUNG | Opfer der Hexenverfolgung |
| GEBURTSDATUM     | Dezember 1630             |
| STERBEDATUM      | 4. September 1691         |
| STERBEORT        | St. Gallen                |